# Eotetranychus suvipakiti
Eotetranychus suvipakiti är en spindeldjursart som beskrevs av Ehara och Wongsiri 1975. Eotetranychus suvipakiti ingår i släktet Eotetranychus och familjen Tetranychidae. Inga underarter finns listade i Catalogue of Life.